# Apports journaliers recommandés
Pour les articles homonymes, voir AJR.
Les apports journaliers recommandés (AJR) sont des valeurs-repères de quantité de micronutriments (vitamines et minéraux) nécessaires à un adulte-type moyen. Elles sont utilisées en tant que référence pour l'étiquetage des produits alimentaires. Les AJR ne doivent pas être confondus avec la ration alimentaire, qui se limite à l'apport énergétique.
Par ailleurs, les apports nutritionnels conseillés (ANC) se rapportent aux apports conseillés pour des sous-populations aux besoins plus homogènes (femmes allaitantes…) pour un nutriment donné, couvrant les besoins estimés de 95 % de cette sous-population. Les ANC sont donc plus précis en termes de nutrition.
Les AJR permettent de donner une lisibilité aux informations nutritionnelles concernant les vitamines et minéraux, dans un contexte de consommation de type supermarché, il s'agit cependant d'une approximation réglementaire et simplificatrice.
Les termes Valeur nutritionnelle de référence (VNR), Apports de référence / Apports quotidiens de référence ont été introduits par le Règlement 1169/2011 pour remplacer le terme « Apports journaliers recommandés » ou « AJR », ils recouvrent la même notion et devraient remplacer la notion d'AJR.

## Besoins alimentaires
Les besoins alimentaires de l'Homme actuel résultent d'un processus évolutif de plusieurs millions d'années pendant lequel la pression de l'environnement a modelé lentement son patrimoine génétique.

## Histoire
Les AJR sont mis au point dans les années 1930, par un groupe de 40 nutritionnistes piloté par Lydia Roberts au sein d'un organisme gouvernemental américain, le Bureau de l'alimentation et de la nutrition (Food and Nutrition Board). Les conclusions de ce comité sont publiées en 1943 par l'American Dietetic Association.

## AJR (VNR) en France
Mise à jour du tableau selon l'Arrêté du 3 décembre 1993 portant application du décret no 93-1130 du 27 septembre 1993 concernant l'étiquetage relatif aux qualités nutritionnelles des denrées alimentaires, annexe 1 modifiée au 24 février 2010.
| Nutriment                             | Apport journalier recommandé |
| ------------------------------------- | ---------------------------- |
| Vitamine A (rétinol)                  | 800 μg                       |
| Vitamine B1 (thiamine)                | 1,1 mg                       |
| Vitamine B2 (riboflavine)             | 1,4 mg                       |
| Vitamine B3 (ou PP, niacine)          | 16 mg                        |
| Vitamine B5 (acide pantothénique)     | 6 mg                         |
| Vitamine B6 (pyridoxine)              | 1,4 mg                       |
| Vitamine B8 ou H (biotine)            | 50 μg                        |
| Vitamine B9 (acide folique)(Folacine) | 200 μg                       |
| Vitamine B12 (cobalamine)             | 2,5 μg                       |
| Vitamine C (acide ascorbique)         | 80 mg                        |
| Vitamine D (cholécalciférol)          | 5 μg                         |
| Vitamine E (tocophérol)               | 12 mg                        |
| Vitamine K (anti-AVK)                 | 75 μg                        |
| Calcium                               | 800 mg                       |
| Fer                                   | 14 mg                        |
| Iode                                  | 150 μg                       |
| Magnésium                             | 375 mg                       |
| Phosphore                             | 700 mg                       |
| Sélénium                              | 55 μg                        |
| Zinc                                  | 10 mg                        |
| Potassium                             | 2 000 mg                     |
| Chlorure                              | 800 mg                       |
| Cuivre                                | 1 mg                         |
| Manganèse                             | 2 mg                         |
| Fluorure                              | 3,5 mg                       |
| Chrome                                | 40 μg                        |
| Molybdène                             | 50 μg                        |

## AJR dans l'Union européenne (Directive 1990/496 remplacée par le Règlement 1169/2011)
En 2014 la référence réglementaire pour les AJR devient le Règlement 1169/2011, les valeurs ne sont pas modifiées sauf pour l'acide folique dont l'AJR passe à 200 μg, et le chlorure dont l'AJR est fixée à 800 mg. Le terme d'AJR est officiellement remplacé par VNR, pour « Valeur nutritionnelle de référence ».
| Apports journaliers recommandés du Règlement 1169/2011 |        |           |          |
| Vitamines                                              | AJR    | Minéraux  | AJR      |
| Vitamine A (rétinol)                                   | 800 μg | Potassium | 2 000 mg |
| Vitamine D3 (cholécalciférol)                          | 5 μg   | Chlorure  | 800 mg   |
| Vitamine E (tocophérol)                                | 12 mg  | Calcium   | 800 mg   |
| Vitamine K                                             | 75 μg  | Phosphore | 700 mg   |
| Vitamine C (acide ascorbique)                          | 80 mg  | Magnésium | 375 mg   |
| Vitamine B1 (thiamine)                                 | 1,1 mg | Fer       | 14 mg    |
| Vitamine B2 (riboflavine)                              | 1,4 mg | Zinc      | 10 mg    |
| Vitamine B3 (ou PP, niacine)                           | 16 mg  | Cuivre    | 1 mg     |
| Vitamine B6 (pyridoxine)                               | 1,4 mg | Manganèse | 2 mg     |
| Vitamine B9 (acide folique)                            | 200 μg | Fluorure  | 3,5 mg   |
| Vitamine B12 (cobalamine)                              | 2,5 μg | Sélénium  | 55 μg    |
| Vitamine B8 ou H (Biotine)                             | 50 μg  | Chrome    | 40 μg    |
| Vitamine B5 (Acide pantothénique)                      | 6 mg   | Molybdène | 50 μg    |
|                                                        |        | Iode      | 150 μg   |

Dans le Règlement 1169/2011 on a étendu les recommandations aux nutriments principaux, sous le nom d'"Apports de Référence"
| Apports de référence en énergie et macro-nutriments du Règlement 1169/2011, Annexe XIII |                       |
| Énergie ou nutriment                                                                    | Apport de Référence   |
| Énergie                                                                                 | 8 400 kJ (2 000 kcal) |
| Matières Grasses Totales                                                                | 70 g                  |
| Acides Gras Saturés                                                                     | 20 g                  |
| Glucides                                                                                | 260 g                 |
| Sucres                                                                                  | 90 g                  |
| Protéines                                                                               | 50 g                  |
| Sel                                                                                     | 6 g                   |

## Critiques
Les critiques sont les mêmes que pour les ANC (voir : Apports nutritionnels conseillés) avec encore plus de simplifications.
L'Organisation mondiale de la santé a fixé une limite à 50 g de sucres pour un apport total de 8 400 kJ (2 000 kcal), et a même proposé une limite à 25 g pour augmenter les bienfaits sur la santé. On est donc loin de la valeur de référence fixée à 90 g par le règlement européen.
Selon un communiqué de presse datant du 5 mars 2015, l’Organisation mondiale de la Santé recommande de ramener l’apport en sucres libres à moins de 10 % de la ration énergétique totale chez l’adulte et l’enfant. Il serait même encore meilleur pour la santé de réduire l’apport en sucres à moins de 5 % de la ration énergétique totale, soit à 25 grammes (6 cuillères à café) environ par jour.
Les sucres libres sont les monosaccharides (glucose, fructose) et les disaccharides (saccharose ou sucre de table) ajoutés aux aliments et aux boissons par le fabricant, le cuisinier ou le consommateur, ainsi que les sucres naturellement présents dans le miel, les sirops, les jus de fruits et les jus de fruits à base de concentré.